# Блатман, Александр Андреевич
Александр Андреевич Блатман (род. 13 февраля 1986, Саратов) — российский политический и государственный деятель, депутат Саратовской областной думы VII созыва (2022—2024), глава администрации Кировского района города Саратова (2024-2025).

## Биография
Родился 13 февраля 1986 года в городе Саратове.
- В 2004 году окончил Саратовский областной базовый медицинский колледж.
- 2004—2005 годы — педагог Саратовского областного базового медицинского колледжа.
- 2007—2009 годы — заместитель директора, главный редактор ООО «Славянский мир».
- 2009—2010 годы — заместитель директора, затем директор «Ремонтно-эксплуатационное предприятие № 17».
- 2011—2013 годы — заместитель директора Средней общеобразовательной школы № 61 города Саратова.
- 2013—2015 годы — ведущий специалист, заместитель руководителя аппарата, руководитель аппарата, администрация Ленинского района города Саратова.
- В 2014 году окончил Российский государственный социальный университет.
- 2017—2020 годы — заместитель главы администрации по социальной сфере администрации Заводского района города Саратова.
- 2020—2021 годы — заместитель главы администрации по социальной сфере администрации Волжского района города Саратова.
- 2021—2022 год — заместитель председателя по экономическим вопросам, председатель комитета, комитет по образованию администрации Саратова.
- В 2023 году окончил СГУ имени Н. Г. Чернышевского.
- 2022—2024 годы — депутат Саратовской областной думы VII созыва.
- С 2 октября 2024 года по 13 марта 2025 года — глава администрации Кировского района города Саратова[1][2].
- С 14 марта 2025 года назначен заместителем главы администрации города Саратова по социальной сфере[3].